# Бражник лиственничный
Бражник лиственничный (Sphinx morio) — бабочка из семейства бражников (Sphingidae).

## Описание
Бабочка средних размеров. Размах крыльев 60—80 мм. Внешне сходен с Sphinx pinastri. Передние крылья серого цвета с тремя продольными чёрными штрихами, вытянутым
светло-серым пятном от основания верхнего крыла. Задние крылья буроватые. Передние крылья в два раза длиннее задних, узкие.

## Ареал
Сибирь, Дальний Восток России, Монголия, Корейский полуостров, Китай, Япония.

## Биология
В Приморье время лёта длится с начала июня до середины июля в лиственничных и пихтовых лесах. В Японии время лёта с конца мая по конец августа. Суточная активность с
23.00 до 01.40 (у самок) и с 23.20 до 02.20 (у самцов). Гусеница к концу своего развития длиной до 7 см, её окраска тёмно-зелёная, вдоль спины проходит бурая полоска со светло-жёлтым окаймлением. На предпоследнем членике находится черно-бурый рог. Дыхальца красного цвета с чёрными ободками. Голова бурая.
Гусеницы питаются хвоей сосны, ели аянской, лиственницы и реже пихты. Кормовые растения гусениц: Picea (включая Picea asperata и Picea jezoensis), Larix (включая Larix kaempferi, Larix sibirica, Larix olgensis var. koreana, Larix gmelinii), Pinus (Pinus sibirica, Pinus sylvestris, Pinus koraiensis, Pinus densiflora, Pinus thunbergii, Pinus sylvestris var. mongolica), Abies (Abies fabri).
Куколка крупная, длиной до 4 см, тёмно-бурая, матовая с коротким бородавчатым отростком на лицевой стороне в котором находится хоботок будущей бабочки. По этому признаку хорошо отличается от куколки соснового бражника. Зимует куколка.